# Trichidema
Trichidema is een geslacht van kevers uit de familie van de loopkevers (Carabidae). De wetenschappelijke naam van het geslacht is voor het eerst geldig gepubliceerd in 1956 door Basilewsky.

## Soorten
Het geslacht Trichidema is monotypisch en omvat slechts de volgende soort:
- Trichidema capense Basilewsky, 1956